# 키릴 피로고프

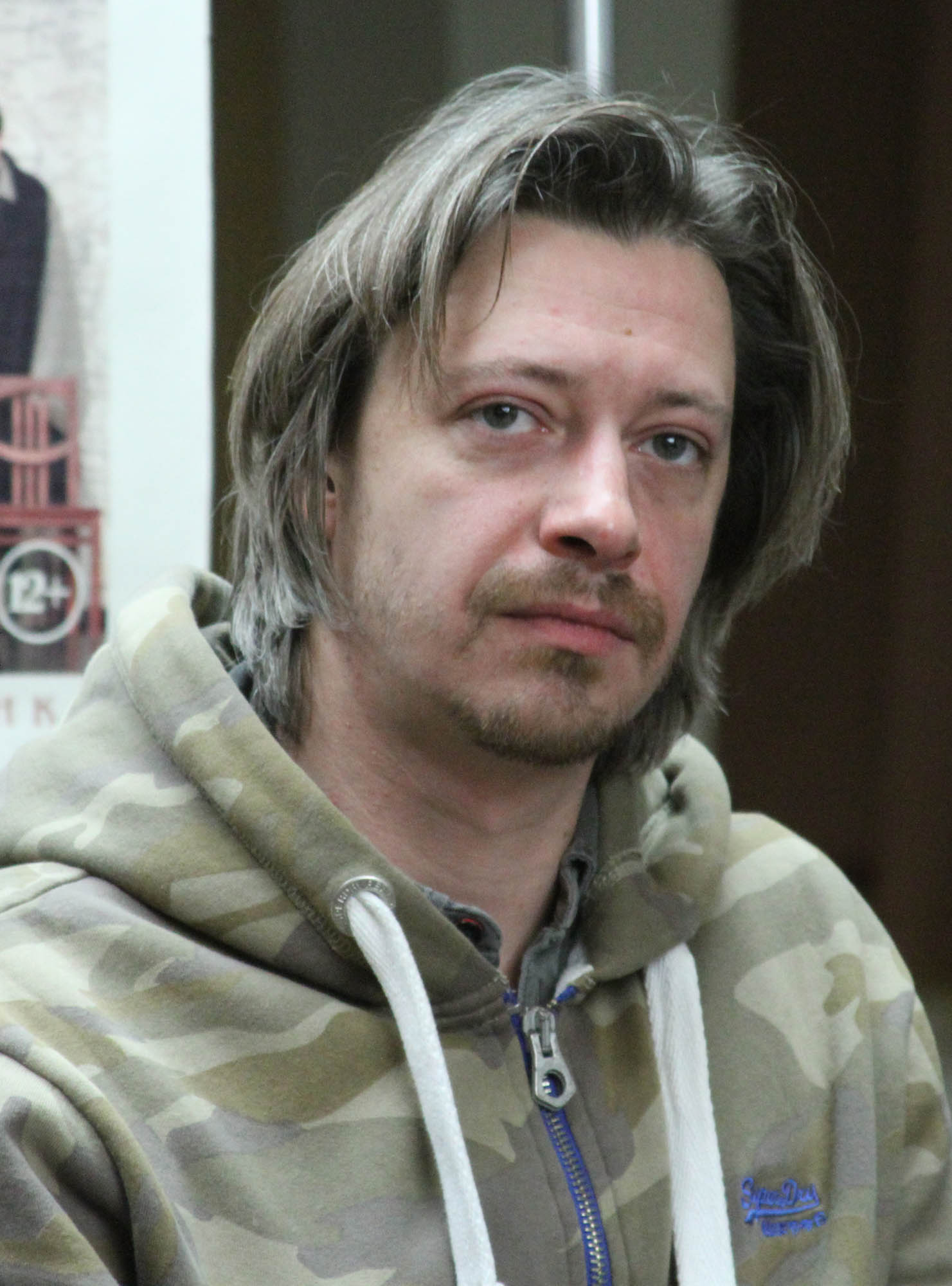

키릴 피로고프(Kirill Pirogov, 1973년 9월 4일 ~ )는 소련의 배우, 작곡가, 텔레비전 배우이다.
테헤란에서 태어났다.

## 영화
- 라스트 배틀 (2019년)
- 플러스 1 (2008년)
- 레볼루션 아일랜드 (2008년)
- 피터 FM (2006년)
- 쫓기는 자매 (2001년)